# Victor Darjou
Jean Victor Darjou, né le 4 novembre 1804 à Paris où il est mort le 11 décembre 1877, est un peintre français.

## Biographie
Jean Victor Darjou est le fils de Jean Darjou et de Louise Dutailly.
Il épouse en 1830 Rosalie Ferdinande Fortier à Paris.
Au salon de 1845, il présente Les Funérailles du maréchal Drouet comte d'Erlon.
Il meurt le 11 décembre 1877 à son domicile du Faubourg Saint-Honoré à Paris, et est inhumé dans la même ville au cimetière du Montparnasse.

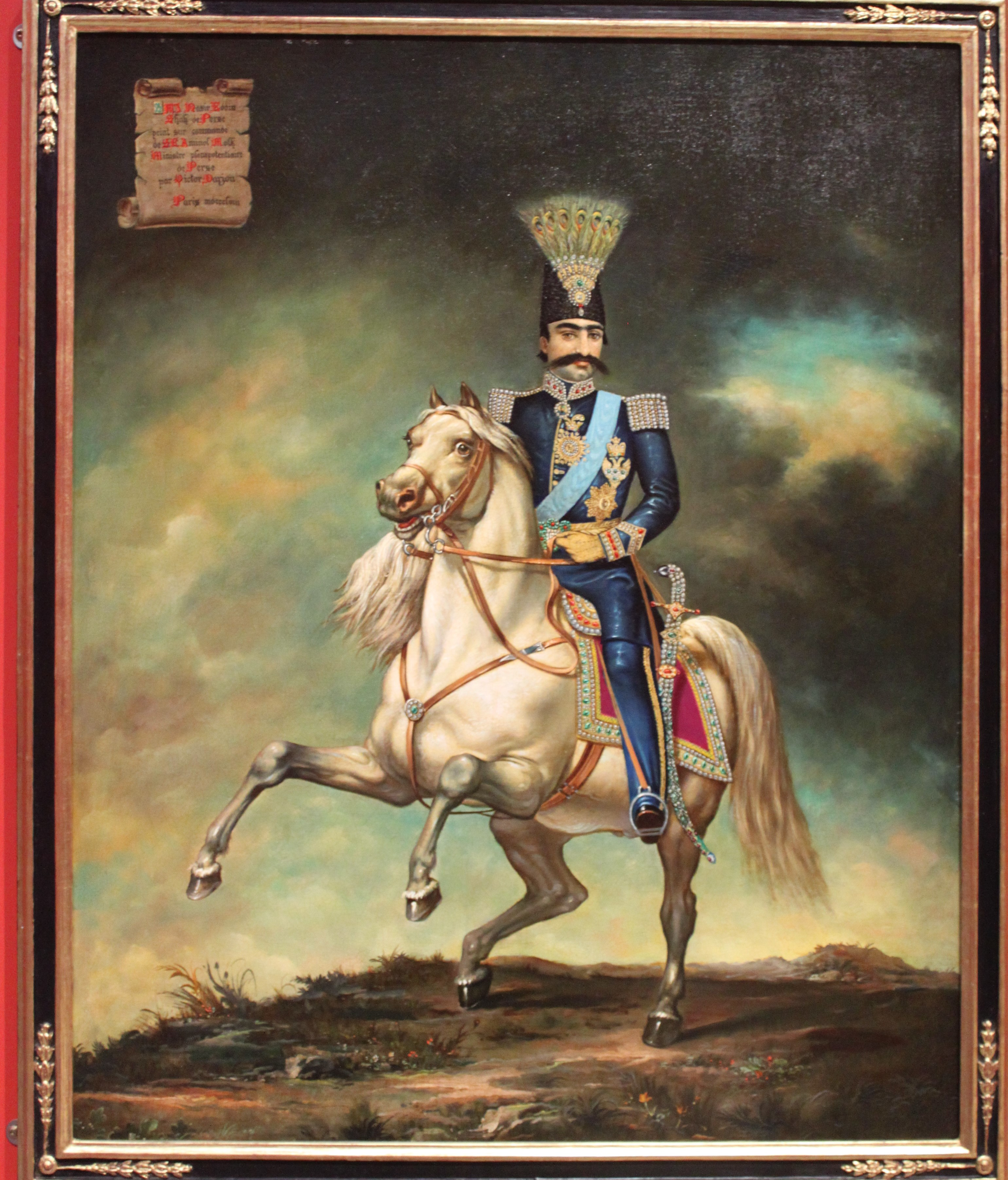
Portrait de Naser al-Din Shah